# Mistrzostwa Świata Juniorów w Łyżwiarstwie Szybkim 2013
42. Mistrzostwa świata juniorów w łyżwiarstwie szybkim 2013 – zawody sportowe, które odbyły się w dniach 22 - 24 lutego we włoskim Collalbo.

## Tabela medalowa
| Lp. | Kraj              | Złoto | Srebro | Brąz | Razem |
| 1   | Japonia           | 4     | 3      | 2    | 9     |
| 2   | Korea Południowa  | 4     | 3      | 1    | 8     |
| 3   | Holandia          | 1     | 2      | 4    | 7     |
| 4   | Włochy            | 1     | 1      | 1    | 3     |
| 5   | Austria           | 1     | 1      | 0    | 2     |
| 6   | Stany Zjednoczone | 1     | 0      | 0    | 1     |
| 7   | Norwegia          | 0     | 1      | 2    | 3     |
| 7   | Szwajcaria        | 0     | 1      | 2    | 3     |

## Medale
| Konkurencja | Złoto                                                       | Srebro                                                     | Brąz                                                           |
| Mężczyźni   |                                                             |                                                            |                                                                |
| 500 metrów  | Tsubasa Hasegawa                                            | Im Joon-hong                                               | Kim Jun-ho                                                     |
| 1000 metrów | Im Joon-hong                                                | Kai Verbij                                                 | Lennart Velema                                                 |
| 1500 metrów | Seo Jeong-su                                                | Junya Miwa                                                 | Simen Spieler Nilsen                                           |
| 5000 metrów | Emery Lehman                                                | Andrea Giovannini                                          | Simen Spieler Nilsen                                           |
| Wielobój    | Seo Jeong-su                                                | Simen Spieler Nilsen                                       | Andrea Giovannini                                              |
| Sztafeta    | Włochy Andrea Giovannini · Andrea Stefani · Nicola Tumolero | Korea Południowa Kim Yeong-jin · Seo Jeong-su · So Han-jae | Japonia Junya Miwa · Shota Nakamura · Masahito Obayashi        |
| Kobiety     |                                                             |                                                            |                                                                |
| 500 metrów  | Kim Hyun-yung                                               | Vanessa Bittner                                            | Kako Yamane                                                    |
| 1000 metrów | Vanessa Bittner                                             | Miho Takagi                                                | Antoinette de Jong                                             |
| 1500 metrów | Miho Takagi                                                 | Kaitlyn McGregor                                           | Antoinette de Jong                                             |
| 3000 metrów | Antoinette de Jong                                          | Miho Takagi                                                | Kaitlyn McGregor                                               |
| Wielobój    | Miho Takagi                                                 | Antoinette de Jong                                         | Kaitlyn McGregor                                               |
| Sztafeta    | Japonia Ayano Satō · Miho Takagi · Saori Toi                | Korea Południowa Heo Yoon-hee · Nam Ji-eun · Park Cho-won  | Holandia Reina Anema · Antoinette de Jong · Jade van der Molen |